# Iranarpia silacealis
Iranarpia silacealis là một loài bướm đêm trong họ Crambidae.